# チャールズ・W・レッドビーター
チャールズ・ウェブスター・レッドビーター（英語：Charles Webster Leadbeater [ˈlɛdˌbɛtər], 1854年2月16日-1934年3月1日）は、神智学協会の初期の運動指導者である。日本では「リードビーター」の呼び方で知られている。神智学協会第2代会長アニー・ベサントの片腕ともいわれ、クリシュナムルティを見いだし、新時代のキリストとして育成しようとした。
『The Charkras』（邦題：チャクラ）などの著書があり、現代のオカルト・スピリチュアル系でよく見られるオーラ図や7色のチャクラの理論を考案した。
額のチャクラを開発しオーラを見る能力を得たと主張しており、支持者には高度な透視能力を持つと称賛された。一方、弟子たちにみだらな行為を強要したとして批判も大きい。

## 生涯
イギリスのストックポートで生まれたレッドビーターは、父親が早くに死んだため、家庭は貧しかった。青年になった頃には、エドワード・ブルワー＝リットンの小説『来るべき種族』（1871年）を愛読しており、自分でも幻想的な物語を好んで創作していた。1878年には英国国教会の聖職者の地位を取得し、次の年よりその職に就いた。しかし、レッドビーターの興味はキリスト教よりも、心霊主義やオカルティズムに強く惹かれており、神智学徒のA・P・シネットの『オカルトの世界』を読んだのち、1883年には神智学協会に関わるようになり、その翌年には協会に参加した。
1884年には、神智学協会の創設者の一人であるヘレナ・P・ブラヴァツキーと面会し、マハートマー（大師）のクートフーミから、インドでの修行を行うようメッセージが与えられ、英国国教会の職務を辞して、インドのアディヤールにある神智学協会の本部へ渡航した。レッドビーターによると、彼はインドで大師たちからヨーガや瞑想の修行を伝授されて、額のアジナ・チャクラを開発し、次元の異なる存在を知覚できる「透視力」を獲得したという。透視力で人のオーラを見、さらに前世の姿を知ることもできると主張した。著書『チャクラ』では、ヨーガの理論が神智学の理論によって再解釈されている。7個のチャクラは、ヘレナ・P・ブラヴァツキーの『シークレット・ドクトリン』の7段階周期説や世界構造論と接続されて理解されており、身体論はアストラル体やエーテル体といった神智学の用語に置き換えられている。
また、レッドビーターはインドやスリランカで貧しい生活を営む子供たちのなかから、優秀な素質を持つ者を見つけては、イギリス留学による西洋の高等教育を受けさせることで、神智学協会のエリートを育てようとした。その活動により、1909年に出会ったのがジッドゥ・クリシュナムルティである。ピーター・ワシントンは、彼は観察している少年たちに対する判断を間違えないためと称して、彼らと肛門性交をすることを好んでいたと述べており、なにかと悪評が絶えなかった。クリシュナムルティの父親からは子供を神の化身に仕立てたこと、同性愛の対象にしたことの責任問題を問うて訴えられている。
レッドビーターはイギリスでアニー・ベサントと協力することで、指導や著述活動をしながら、神智学協会の地位を向上させていった。レッドビーターは、クリシュナムルティを「世界教師」という救世主、マイトレーヤ（弥勒）が降臨するための「乗り物」として育てようと図っていた。1911年には、そのための「東方の星教団」を設立した。しかし、1927年には、クリシュナムルティが世界教師であることを否定し、教団の解散を宣言することで、計画は頓挫した。
その後オーストラリアに移住し、神智学協会を母体とする自由カトリック教会を主宰して晩年を過ごし、80歳で死去した。

## 主な著書

### 日本語
- リイドビーター『神秘的人間像』 今春聽・訳 文曜書院 1940年
- C.W.リードビーター 『チャクラ』 平河出版社 本山博＋湯浅泰雄・訳 1978年
- C.W.リードビーター 『透視力』 竜王文庫 田中恵美子・訳 1978年
- C.W.リードビーター 『見えざる助力者』 竜王文庫 田中恵美子・訳 1978年
- C.W.リードビーター 『大師とその道』 竜王文庫 1985年
- C.W.リードビーター 『神智学入門 : 未来人への精神的ガイド』 たま出版 宮崎直樹・訳 1990年
- アニー・ベサント, C.W.リードビーター  『思いは生きている : 想念形体』 竜王文庫 田中恵美子・訳 1983年
- C.W.リードビーター 『アストラル界 : 精妙界の解明』 竜王文庫 田中恵美子・訳 1989年

### 英語
- The Devachanic Plane or The Heaven World: its characteristics and inhabitants (1896)
- Dreams: What they are and how they are caused (1896)
- Reincarnation (1898)
- Man Visible and Invisible (1902)
- Some Glimpses of Occultism, Ancient and Modern (1903)
- Occult Chemistry (with Annie Besant) (1908)
- The Inner Life: volume I (1910)
- The Inner Life: volume II (1911)
- The Perfume of Egypt and Other Weird Stories (1911)
- A Textbook of Theosophy (1912)
- Man: Whence, How and Whither (with Annie Besant) (1913)
- The Hidden Side of Things (1913)
- The Monad and Other Essays Upon the Higher Consciousness (1920)
- Glimpses of Masonic History (1926)
- The Hidden Life in Freemasonry (1926)
- Spiritualism and Theosophy Scientifically Examined and Carefully Described (1928)
- How Theosophy Came to Me:  Autobiographical Reminiscences (1930)